# Липси (дем Гревена)
Липси (на гръцки: Λείψι, катаревуса: Λείψιον, Липсион) е село в Република Гърция, дем Гревена, административна област Западна Македония.

## География
Селото е разположено на 840 m надморска височина, на около 15 km северозападно от град Гревена.

## История

### В Османската империя
В края на ХІХ век Липси е гръцко християнско село в северния край на Гребенската каза на Османската империя. То е малко чифлигарско селище, принадлежащо на фамилията на Хюсеин бей.
Според статистика на Серфидженския санджак на гръцкото консулство в Еласона от 1904 година в Липси (Λείψι), Гревенска каза, живеят 105 гърци елинофони християни.

### В Гърция
През Балканската война в 1912 година в селото влизат гръцки части и след Междусъюзническата в 1913 година Липси влиза в състава на Кралство Гърция.
Населението произвежда жито, тютюн и други земеделски култури, като се занимава частично и със скотовъдство.
| Година    | 1913 | 1920 | 1928 | 1940 | 1951 | 1961 | 1971 | 1981 | 1991 | 2001 | 2011 | 2021 |
| --------- | ---- | ---- | ---- | ---- | ---- | ---- | ---- | ---- | ---- | ---- | ---- | ---- |
| Население | 100  | 100  | 122  | 158  | 177  | 167  | 93   | 86   | 63   | 75   | 23   | 25   |